# دلیا آکلی
دلیا آکلی (انگلیسی: Delia Akeley؛ ۵ دسامبر ۱۸۶۹ – ۲۲ مهٔ ۱۹۷۰) گردشگر، و عکاس اهل ایالات متحده آمریکا بود.
آکلی به همراه همسر خود کارل آکلی به کاوش در آفریقا پرداخته و تالار آفریقا را در موزه تاریخ طبیعی آمریکا در نیویورک ساختند. یکی از فیل‌های حاضر در این مجموعه توسط دلیا شکار شده بود. آکلی یکی از اولین کاوشگران غربی بود که صحرای میان کنیا و اتیوپی را طی کرد و از اقیانوس هند وارد رود تانا شد.